# Joelinton
Joelinton Cássio Apolinário de Lira (født 14. august 1996), kendt som bare Joelinton, er en brasiliansk fodboldspiller, som spiller for Premier League-klubben Newcastle United.

## Klubkarriere

### Sport Recife
Joelinton kom igennem ungdomsakademiet hos Sport Club do Recife, hvor han gjorde sin professionelle debut i marts 2014.

### 1899 Hoffenheim
Efter at have imponeret med Recife, skiftede den kun 18-årige Joelinton i juni 2015 til tyske 1899 Hoffenheim.

#### Leje til Rapid Wien
Joelinton spillede dog kun en enkelt kamp i sin første sæson hos Hoffenheim, og i søgen om mere spilletid, blev han sendt på en 2-årig lejeaftale til østrigske Rapid Wien i juni 2016. Joelinton imponerede i sin tid i Østrig, hvor han spillede som fast mand på holdet i begge sæsoner af lejeaftalen.

#### Retur
Joelinton vendte tilbage til Hoffenheim ved 2018-19 sæsonen, hvor han spillede i størstedelen af kampene, og imponerede, med 7 mål og 7 assist i sæsonen.

### Newcastle United
Joelinton skiftede i juli 2019 til Newcastle United, hvor han med en pris på ca. 40 millioner pund, blev det dyreste spillerkøn i klubbens historie. Joelintons debutsæson var dog skuffende, da brasilianeren kun scorede 2 mål, trods han spillede i hver eneste kamp i sæsonen.
Efter en ikke meget bedre første halvdel af 2021-22 sæsonen, ankom Eddie Howe som ny træner, og han valgte at forsøge at spille med Joelinton som central midtbanespiller i stedet for som angriber. Det vidste sig at være en fantastisk beslutning, da Joelinton siden skiftet til en dybere rolle har imponeret. Han blev efter 2021-22 sæsonen kåret som årets spiller i klubben for sit imponerende spil i sin nye rolle.

## Landsholdskarriere
Joelinton spillede i 2012 4 kampe for Brasiliens U/17-landshold.